# مجلة أبحاث القلب والأوعية الدموية الانتقالية
مجلة أبحاث القلب والأوعية الدموية الانتقالية هي مجلة طبية مُحكّمة تُغطّي جميع مجالات أمراض القلب. تُصدرها شركة Springer Science+Business Media نيابةً عن الجمعية الدولية لأبحاث القلب والأوعية الدموية الانتقالية. تأسست عام ٢٠٠٨، ويرأس تحريرها إنريكي لارا-بيتزي، من المركز الوطني لأبحاث القلب والأوعية الدموية (CNIC)، مدريد، إسبانيا.

## التجريد والفهرسة
تم تلخيص المجلة وفهرستها في:
- مؤشر الاقتباس العلمي
- ببمد/مدلاين
- سكوبس
- جيل (ناشر)

وفقًا لتقارير الاستشهاد بالمجلات، فإن المجلة لديها عامل تأثير لعام 2016 يبلغ 2.319.

## روابط خارجية
- الموقع الرسمي
- ernational Society for Cardiovascular Translational Research